# Râle des Auckland
Lewinia muelleri
Espèce
Statut de conservation UICN

 VU D2 : Vulnérable
Le Râle d'Auckland ou Râle des Auckland (Lewinia muelleri) est une espèce d'oiseaux de la famille des Rallidae.

## Description
Le Râle des Auckland est un petit râle au dos marron et à la poitrine grise. Les flancs sont barrés de noir et de blanc et la tête est rouge-brun, avec un bec rouge. Il est plus petit que le Râle à poitrine grise (Lewinia pectoralis) du continent australien.
Des informations contradictoires existent quant à sa capacité à voler. Les premiers comptes-rendus suggéraient qu'il le pouvait, mais les ornithologues plus contemporains ont trouvé peu de preuves de cela. Si l'espèce est capable de voler, elle le fait très rarement.

## Comportement
Le Râle des Auckland émet différents cris, le plus commun étant un « crex » émis à une seconde d'intervalle une dizaine de fois ou plus. La fonction de ces cris est inconnue.
La reproduction de cette espèce est mal connue. Les quelques nids qui ont été trouvés contenaient des couvées de deux œufs, probablement pondus au début du mois de novembre. Les œufs sont de couleur crème avec des taches rouges, brunes et grises.

## Répartition
Cet oiseau est endémique des îles Auckland, et plus précisément les îles Disappointment et Adams, les plus éloignées, situées à 460 km au sud de la Nouvelle-Zélande.
Le Râle des Auckland est très discret et a été considéré comme éteint pendant de nombreuses années avant sa redécouverte. La population est actuellement stable sur les deux îles où il vit. On pense qu'il s'est éteint sur les principales îles d'Auckland en raison de la présence de chats et de cochons sauvages introduits ; on espère que l'élimination éventuelle de ces derniers des îles permettra des réintroductions sur d'autres îles du groupe.
L'espèce est actuellement considérée comme vulnérable par l'UICN et BirdLife International en raison de la possibilité que des rats ou d'autres prédateurs atteignent les deux îles sur lesquelles elle vit.